# Carles Sanjaime
Carles Sanjaime, né en 1963, est un acteur espagnol.

## Biographie
Né à Valence, il joue notamment dans La ultima cena de Netflix en 2020 et dans la série télévisée Smiley, de Guillem Clua en 2022, doublé par l'acteur français Julien Kramer.